# Търново (вилает Одрин)
Вижте пояснителната страница за други значения на Търново.
Търново (на турски: Bayramlı, Байрамлъ) е село в Източна Тракия, Турция, Вилает Одрин.

## География
Селото се намира на 14 километра североизточно от Узункьопрю, на десния бряг на Ергене. От Одрин е отдалечено на 67 километра, а от Цариград – на 225.

## История
В 19 век Търново е голямо българско село в Узункьоприйска кааза на Одринския вилает на Османската империя. Според „Етнография на вилаетите Адрианопол, Монастир и Салоника“, издадена в Константинопол в 1878 година и отразяваща статистиката на населението от 1873 г., Търново (Tirnovo) е село с 360 домакинства и 1745 жители българи. Между 1896 и 1900 година селото преминава под върховенството на Българската екзархия. Според статистиката на професор Любомир Милетич в 1912 година в селото живеят 391 български екзархийски семейства или 2117 души.
В село Търново имало осем махали: Дервенската, Киселаковата, Гърчовата, Клинчовата, Паспальовата, Гроздановата, Бадаяновата и Белчовата. Имало три църкви, двадесет дюкяна, майстори железари и две прамататници.
При избухването на Балканската война в 1912 година 15 души от Търново са доброволци в Македоно-одринското опълчение.
Българското население на Търново се изселва след Междусъюзническата война в 1913 година.

## Личности
Родени в Търново
- Георги Петков Стоянов (1903 – 1944), български комунистически деец[6]
- Георги Петков Тарълов (1910 – 1944), български партизанин, ятак[6]
- Димитър Петков Грозданов (1910 – 1944), комунистически деец, член на РК на БРП в Горна Оряховица[6]
- Димитър Димов (1903 – 1968), български партизанин и офицер
- Димитър Попдимитров (1894 – 1968), български военен деец, полковник
- Иван Петков, български революционер от ВМОРО, четник на Христо Цветков[7]
- Иван Попмитрев (1888 – ?), български юрист, в 1919 година завършил право в Софийския университет[8]
- Ламби (Ламбро) Петков (Петров) Найденов, македоно-одрински опълченец, 2 рота на 5 одринска дружина[9]

## Население
- 1873 – 1745 души[1]
- 1912 – 2117 души[3]
- 1985 – 1060 души (548 жени и 512 мъже)[10]
- 1990 – 954 души (482 жени и 472 мъже)[10]
- 2000 – 655 души (341 жени и 314 мъже)[10]